# République (stacja metra)
République – stacja 3, 5, 8, 9 i 11 linii  metra  w Paryżu. Stacja znajduje się w 3. dzielnicy Paryża.  Na linii 3 stacja została otwarta 19 października 1904, na linii 5 – 15 grudnia 1907, na linii 8 – 5 maja 1931, na linii 9 – 10 grudnia 1933, a na linii 11 – 28 kwietnia 1935.
W 2009 była to 6. stacja w paryskim metrze pod względem popularności, z 16,0 mln pasażerów rocznie.